# Glen Johnson
Glen McLeod Cooper Johnson (sinh ngày 23 tháng 8 năm 1984) là một cựu cầu thủ bóng đá người Anh. Anh là một hậu vệ cánh phải có thiên hướng tấn công và khi cần có thể chơi cả ở vị trí tiền vệ cánh.
Anh bắt đầu sự nghiệp tại câu lạc bộ West Ham United, và đến Chelsea với giá chuyển nhượng 6 triệu £ vào năm 2003. Đến năm 2007, anh đến Portsmouth và có được danh hiệu vô địch Cúp FA một năm sau đó. Mùa hè năm 2009, Johnson trở thành cầu thủ của Liverpool và có hơn 200 trận sau sáu mùa giải ở đây.
Johnson là thành viên Đội tuyển bóng đá quốc gia Anh từ năm 2003 và từng tham dự hai kỳ World Cup và một kỳ Euro.

## Sự nghiệp câu lạc bộ

### West Ham United
Sinh ở Greenwich, Luân Đôn, Johnson là sản phẩm của lò đào tạo trẻ West Ham United, trở thành một cầu thủ trẻ ở đây từ khi 15 tuổi vào năm 2000.Anh ký hợp đồng chuyên nghiệp với Hammers vào ngày 1 tháng 8 năm 2001 ở tuổi 16, và được trao chiếc áo số 23.Ở mùa giải 2001-02, anh thường xuyên chơi ở đội dự bị West Ham, nhưng không có cơ hội để chơi ở đội 1.Anh sau đó được đem cho Millwall mượn trong 4 tuần vào ngày 17 tháng 10 năm 2002, có trận ra mắt ở giải hạng nhất Anh trong trận thua ở sân khách trước Norwich City vào ngày 19 tháng 10. Bản hợp đồng cho mượn của anh chỉ có giá trị trong 1 tháng, trước khi anh được gọi trở lại Upton Park sau khi có 7 tuần ở The Den, trận đấu cuối cùng của anh ở Millwall là trong trận thua khác trước Crystal Palace vào ngày 7 tháng 11.Trận đầu tiên của anh ở Premier League và West Ham là vào ngày 22 tháng 1 năm 2003 là trong một trận thua khác trước một đội bóng của London, đó là Charlton Athletic, khi anh vào sân thay tiền vệ Édouard Cissé. Anh có tổng cộng 15 lần ra sân - và một lần ra sân ở cúp FA- ở mùa giải 2002-03, trở thành một cầu thủ quan trọng của West Ham trong những năm sau đó. Anh thậm chí còn ký hợp đồng 4 năm với đội bóng phía Đông London vào ngày 18 tháng 3 năm 2003 để giúp đội bóng trụ lại ở hạng đấu cao nhất nước Anh. Tuy nhiên, trận ra sân cuối cùng của anh trong màu áo Hammers ở ngày cuối cùng của mùa giải, ngày 11 tháng 5 năm 2003, là một trận hoà trên sân của Birmingham City - trận này bắt buộc phải thắng nhưng West Ham lại không thể có được 3 điểm và họ phải xuống chơi ở giải hạng nhất
.

### Chelsea
Hai tháng sau khi West Ham United phải xuống hạng, Johnson gia nhập đội bóng láng giềng Chelsea, ký hợp đồng vào ngày 15 tháng 7 với mức giá 6 triệu bảng Anh.Bản hợp đồng đầu tiên dưới triều đại Roman Abramovich có trận ra mắt vào ngày 13 tháng 8 khi vào sân trong trận tiếp Žilina ở Champions League - và bàn thắng đầu tiên đến đúng hai tuần sau trong trận lượt về.Trận đầu tiên của anh ở giải quốc nội là vào ngày 17 tháng 8 ở sân Anfield trong trận thắng Liverpool, nhưng anh phải chờ cho tới ngày 9 tháng 11 để có bàn thắng đầu tiên, ghi bàn mở tỉ số trong trận thắng 5-0 trước Newcastle United.Anh có 63 lần ra sân trong mọi mặt trận ở hai mùa giải 2003-04 và 2004-05.Trong trận đấu ở vòng năm cúp FA gặp Newcastle, thủ môn của The Blues Carlo Cudicini bị đuổi khỏi sân sau khi có pha phạm lỗi ở ngoài vòng cấm.Johnson phải vào làm thủ môn (do Chelsea đã hết quyền thay người nên không thể đưa Petr Cech vào) và anh đã chặn một quả đá phạt trực tiếp và giữ sạch lưới.Tuy nhiên Newcastle đã thắng 1-0 và loại Chelsea khỏi giải đấu.Anh có một danh hiệu khi vào sân ở hiệp hai trong trận chung kết cúp liên đoàn Anh vào năm 2005, trận mà Chelsea đã phải thi đấu tới hiệp phụ.Anh cũng có 17 lần ra sân và đủ cho một chiếc huy chương khi Chelsea vô địch giải Premier League 2004-05, nhưng không thể được trao huy chương ở mùa giải tiếp đó do chỉ có 4 lần ra sân.
Mùa giải 2005-06 mở ra cũng là lúc Johnson bị đày trên ghế dự bị khi bị Paulo Ferreira chiếm chỗ ở vị trí hậu vệ cánh phải.Johnson chỉ có một lần ra sân ở Premier League cho Chelsea ở mùa giải đó, ra sân trong trận thắng 4-0 trước West Bromwich Albion để thay thế Ferreira.Cầu thủ đa năng Geremi Njitap cũng được trọng dụng hơn là Johnson ở vị trí hậu vệ phải dưới thời José Mourinho.Như một hệ quả, Johnson gia nhập Portsmouth theo một bản hợp đồng cho mượn dài hạn vào tháng 6 năm 2006.Trong lần trở lại Chelsea, Johnson ra sân từ đầu trong trận siêu cúp Anh 2007 và trận mở màn Premier Leauge trên sân nhà gặp Birmingham City.

### Portsmouth

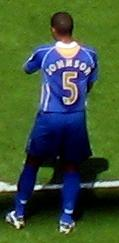
Johnson chơi cho Portsmouth

Vào ngày 31 tháng 8 năm 2007, ngày cuối cùng của kì chuyển nhượng, Johnson gia nhập Portsmouth theo một bản hợp đồng 4 năm với mức giá được dự đoán vào khoảng 4 triệu bảng Anh.Anh đã ra sân ngay trong trận đầu tiên ngay sau vụ chuyển, trận thua 3-1 trước Arsenal và trở thành cầu thủ chủ chốt ở vị trí hậu vệ phải của đội bóng.
Vào ngày 20 tháng 10, Johnson ghi bàn đầu tiên của anh sau khoảng 3 năm, trong trận tiếp Wigan sau khi đi bóng từ giữa sân.
Anh dã thi đấu trong trận chung kết cúp FA 2008 và vô địch.Ngay sau thành công của Johnson, anh cùng nhiều cầu thủ Portsmouth khác đã bị ăn cắp huy chương.Vào ngày 22 tháng 11 năm 2008, Johnson ghi bàn từ cú sút ở khoảng cách 35m trong trận gặp Hull City, một bàn thắng và sau này đã được đánh giá như bàn thắng đẹp nhất trong ngày, bàn thắng đẹp nhất tháng 11 và sau đó là bàn thắng đẹp nhất mùa giải.
Những lời đồn thổi về tương lai của Johnson đã kết thúc về việc anh có thể chuyển sang Liverpool với mức giá theo dự đoán là 9 triệu bảng Anh bằng việc anh ký hợp đồng 4 năm rưỡi với Portsmouth vào ngày 9 tháng 1 năm 2009, mặc dù một lần nữa lại có những tin đồn rằng Johnson có thể chuyển sang Liverpool với một số tiền lớn trong tương lai gần; Điều này được xác nhận một lần nữa vào cuối tháng 4 năm 2009.
Vào ngày 22 tháng 4 năm 2009, ở tuổi 24, Johnson là thành viên trẻ nhất trong danh sách top 50 cầu thủ xuất sắc nhất của Portsmouth theo bình chọn của tờ Times Online.
Johnson có tên trong danh sách cầu thủ xuất sắc nhất mùa giải 2008-09 mặc dù Portsmouth chỉ về đích ở nửa sau của bảng xếp hạng, với 7 điểm hơn nhóm xuống hạng.

### Liverpool
Một người đại diện của Portsmouth xác nhận vào ngày 13 tháng 6 năm 2009 rằng một mức giá phù hợp đã được đưa ra cho Johnson, và Chelsea, Liverpool F.C. và Manchester City đang nhắm đến cầu thủ này.
Vào ngày 16 tháng 6 năm 2009, Portsmouth đồng ý mức giá được cho là vào khoảng 18 triệu bảng của Liverpool.Tuy nhiên, hai ngày sau Portsmouth lại cho biết họ đã đồng mức giá khác của Chelsea và cho phép cầu thủ này chọn đội để chuyển tới.Liverpool được cho là chỉ phải trả 10 triệu bảng còn 7 triệu bảng còn lại là từ vụ bán Peter Crouch mà họ còn đang nợ và số tiền nợ này sẽ được xoá để thay thế vào mức giá cho Johnson.
Vào ngày 22 tháng 6 năm 2009, Liverpool cho biết về vụ chuyển nhượng và vào ngày 26, Johnson ký hợp đồng 4 năm.Anh chính thức ra mắt vào ngày 9 tháng 7 năm 2009.Vào ngày 15 tháng 7 năm 2009, anh có trận ra mắt trong màu áo Liverpool trong trận giao hữu trước mùa giải gặp FC St. Gallen và trận này kết thúc với tỉ số 0-0.Vào ngày 16 tháng 8 năm 2009, anh có trận ra mắt trong màu áo Liverpool ở giải ngoại hạng Anh trong trận tiếp Tottenham Hotspur.Anh đã có một màn khởi đầu tương đối tốt và đã giúp Liverpool kiếm được quả phạt penalty vào phút thứ 59 và đội trưởng Steven Gerrard đã thực hiện thành công để quân bình tỉ số 1-1.Tuy nhiên, kết thúc trận đấu Liverpool lại để thua với tỉ số 2-1 với bàn thắng được ghi chỉ 3 phút sau bởi Sebastien Bassong.

### Stoke City
Johnson gia nhập Stoke City vào ngày 12 tháng 7 năm 2015 theo bản hợp đồng 2 năm.Vào ngày 21 tháng 1 năm 2019,Johnson tuyên bố giã từ sự nghiệp thi đấu trong màu áo Stoke City.

## Thi đấu quốc tế

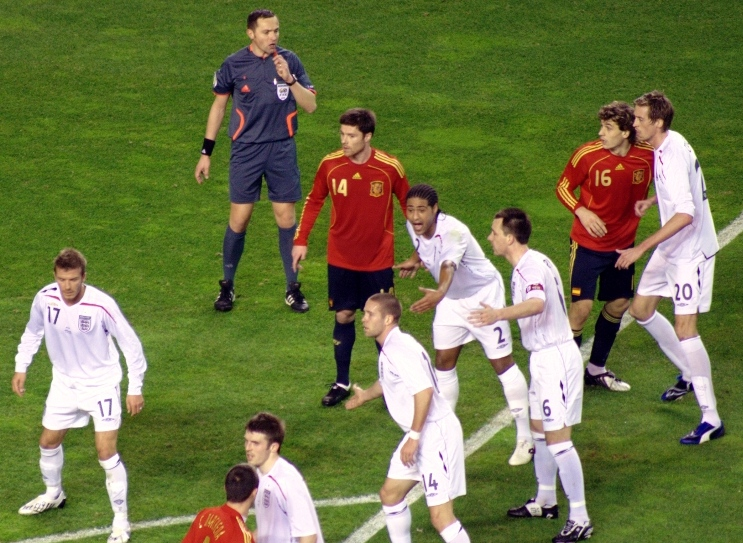
Johnson (đang gào) trong trận tiếp Tây Ban Nha vào ngày 11 tháng 2 năm 2009.

Trong khoảng thời gian dẫn dắt đội tuyển U21 Anh, Johnson có trận đấu đầu tiên ra sân cả trận vào ngày 18 tháng 11 năm 2003 trong trận tiếp Đan Mạch khi vào sân thay Gary Neville bị chấn thương sau 16 phút.
Với màn trình diễn thiếu thuyết phục trong trận giao hữu gặp Đan Mạch vào tháng 8 năm 2005 anh bị mất vị trí vào tay Luke Young, người đã chơi trong cả hai trận vòng loại World Cup.Johnson không có nhiều cơ hội thi đấu dưới thời Sven Goran Eriksson và cả Steve McClaren nhưng được Fabio Capello triệu tập vào đội hình vào tháng 1 năm 2008. Anh chơi trong trận thắng 2-0 trước Andorra, và có bốn lần kiến tạo trong trận thắng 6-0 cũng trước đối thủ này và anh được bầu là cầu thủ xuất sắc nhất trận.

## Thống kê sự nghiệp

### Câu lạc bộ
Tính đến ngày 21 tháng 5 năm 2017
| West Ham United     | 2002–03             | Premier League      | 15  | 0  | 1  | 0 | 0  | 0 | —  | — | — | — | 16  | 0  |
| Millwall (loan)     | 2002–03             | First Division      | 8   | 0  | —  | — | —  | — | —  | — | — | — | 8   | 0  |
| Chelsea             | 2003–04             | Premier League      | 19  | 3  | 1  | 0 | 3  | 0 | 9  | 1 | — | — | 32  | 4  |
| Chelsea             | 2004–05             | Premier League      | 16  | 0  | 3  | 0 | 3  | 0 | 6  | 0 | — | — | 28  | 0  |
| Chelsea             | 2005–06             | Premier League      | 4   | 0  | 4  | 0 | 0  | 0 | 0  | 0 | 0 | 0 | 8   | 0  |
| Chelsea             | 2007–08             | Premier League      | 2   | 0  | —  | — | —  | — | —  | — | 1 | 0 | 3   | 0  |
| Chelsea             | Tổng cộng           | Tổng cộng           | 41  | 3  | 8  | 0 | 6  | 0 | 15 | 1 | 1 | 0 | 71  | 4  |
| Portsmouth (loan)   | 2006–07             | Premier League      | 26  | 0  | 2  | 0 | —  | — | —  | — | — | — | 28  | 0  |
| Portsmouth          | 2007–08             | Premier League      | 29  | 1  | 6  | 0 | 1  | 0 | —  | — | — | — | 36  | 1  |
| Portsmouth          | 2008–09             | Premier League      | 29  | 3  | 1  | 0 | 1  | 0 | 4  | 0 | 1 | 0 | 36  | 3  |
| Portsmouth          | Tổng cộng           | Tổng cộng           | 84  | 4  | 9  | 0 | 2  | 0 | 4  | 0 | 1 | 0 | 100 | 4  |
| Liverpool           | 2009–10             | Premier League      | 25  | 3  | 0  | 0 | 1  | 0 | 9  | 0 | — | — | 35  | 3  |
| Liverpool           | 2010–11             | Premier League      | 28  | 2  | 0  | 0 | 0  | 0 | 7  | 0 | — | — | 35  | 2  |
| Liverpool           | 2011–12             | Premier League      | 23  | 1  | 3  | 0 | 3  | 0 | —  | — | — | — | 29  | 1  |
| Liverpool           | 2012–13             | Premier League      | 36  | 1  | 0  | 0 | 0  | 0 | 7  | 1 | — | — | 43  | 2  |
| Liverpool           | 2013–14             | Premier League      | 29  | 0  | 0  | 0 | 1  | 0 | —  | — | — | — | 30  | 0  |
| Liverpool           | 2014–15             | Premier League      | 19  | 1  | 4  | 0 | 2  | 0 | 3  | 0 | — | — | 28  | 1  |
| Liverpool           | Tổng cộng           | Tổng cộng           | 160 | 8  | 7  | 0 | 7  | 0 | 26 | 1 | — | — | 200 | 9  |
| Stoke City          | 2015–16             | Premier League      | 25  | 0  | 1  | 0 | 3  | 0 | —  | — | — | — | 29  | 0  |
| Stoke City          | 2016–17             | Premier League      | 23  | 0  | 1  | 0 | 1  | 0 | —  | — | — | — | 25  | 0  |
| Stoke City          | 2017–18             | Premier League      | 9   | 0  | 0  | 0 | 1  | 0 | —  | — | — | — | 10  | 0  |
| Stoke City          | Tổng cộng           | Tổng cộng           | 57  | 0  | 2  | 0 | 5  | 0 | —  | — | — | — | 64  | 0  |
| Tổng cộng sự nghiệp | Tổng cộng sự nghiệp | Tổng cộng sự nghiệp | 365 | 15 | 27 | 0 | 20 | 0 | 45 | 2 | 2 | 0 | 459 | 17 |

### Đội tuyển quốc gia
Tính đến 19 tháng 6 năm 2014
| Đội tuyển quốc gia | Năm       | Trận | Bàn |
| ------------------ | --------- | ---- | --- |
| Anh                |           |      |     |
| 2003               | 1         | 0    |     |
| 2004               | 1         | 0    |     |
| 2005               | 3         | 0    |     |
| 2006               | 0         | 0    |     |
| 2007               | 0         | 0    |     |
| 2008               | 5         | 0    |     |
| 2009               | 10        | 0    |     |
| 2010               | 10        | 1    |     |
| 2011               | 5         | 0    |     |
| 2012               | 9         | 0    |     |
| 2013               | 5         | 0    |     |
| 2014               | 5         | 0    |     |
| Tổng cộng          | Tổng cộng | 54   | 1   |

### Bàn thắng quốc tế
| #  | Ngày                | Địa điểm                          | Đối thủ | Bàn thắng | Kết quả | Giải đấu |
| -- | ------------------- | --------------------------------- | ------- | --------- | ------- | -------- |
| 1. | 24 tháng 5 năm 2010 | Sân vận động Wembley, London, Anh | México  | 3–1       | 3–1     | Giao hữu |

## Danh hiệu
Chelsea
- FA Premier League: 2004-05, 2005-06
- Cúp liên đoàn: 2004-05
- Siêu cúp Anh:á quân 2007

Portsmouth
- FA Cup: 2007-08

Liverpool
- Cúp liên đoàn:2011-12
- FA Cup:á quân 2011-12

### Danh hiệu cá nhân
- Bàn thắng đẹp nhất mùa giải (Portsmouth v Hull City)
- Đội hình tiêu biểu của Premier League 2008-2009